# Meryta capitata
Meryta capitata är en araliaväxtart som beskrevs av Erling Christophersen. Meryta capitata ingår i släktet Meryta och familjen Araliaceae. Inga underarter finns listade.